# جيف شرودر
جيف شرودر (بالإنجليزية: Jeff Kim Schroeder)‏ هو عازف قيثارة وموسيقي أمريكي، ولد في 4 فبراير 1974 في لوس أنجلوس في الولايات المتحدة.

## وصلات خارجية
- جيف شرودر على موقع IMDb (الإنجليزية)
- جيف شرودر على موقع ميوزك برينز (الإنجليزية)
- جيف شرودر على موقع أول ميوزيك (الإنجليزية)
- جيف شرودر على موقع ديسكوغز (الإنجليزية)